# Spatharokoubikoularios
El spatharokoubikoularios o spatharocubiculario (en griego, σπαθαροκουβικουλάριος, 'chambelán de espada') es un cargo palatino y luego una dignidad cortesana bizantina, reservada para los funcionarios palatinos generalmente eunucos.

## Historia
En el siglo VI, algunos koubikoularioi también eran spatharioi. El compuesto spatharokoubikoularios se creó para distinguirlos de otros spatharioi imperiales.
Este funcionario es un portador de la espada ceremonial y está asignado a la guardia personal del emperador bizantino. Generalmente es un eunuco, aunque hay excepciones. Está a las órdenes del primicerius sacri cubiculi.
Más tarde se convirtió en un simple rango de corte, siendo la tercera dignidad más baja para los eunucos, después de los ostiarios y antes de los koubikoularios. Su rango es similar (para los no eunucos) al de los spatharokandidatos.
Según el Kletorologion de 899, su insignia es una espada con un pomo de oro entregada por el emperador. El título ya no vuelve a mencionarse después del siglo X.